# Beilschmiedia castrisinensis
Beilschmiedia castrisinensis är en lagerväxtart som beskrevs av B.P.M. Hyland. Beilschmiedia castrisinensis ingår i släktet Beilschmiedia och familjen lagerväxter. Inga underarter finns listade i Catalogue of Life.